# 异世界女团
异世界女团（韓語：이세계아이돌；ISEGYE IDOL），简称为异世豆，是一支成立于2021年的韩国女子音乐团体，同时也是活跃于直播平台 SOOP 的虚拟主播组合，由六名成员组成，分别为爱娞（Ine）、晶堡歌（Jingburger）、丽尔帕（Lilpa）、朱日日（Jururu）、高赛固（Gosegu）、必婵（VIichan）。她们在韩国网络主播呜哇哥主导的虚拟偶像选秀节目脱颖而出，于2021年8月26日正式成团，同年12月17日发行首张单曲《RE : WIND》正式出道。

## 成员
| 姓名   | 姓名       | 姓名   | 出生日期      | 居住地     |
| 中文   | 英文       | 韩文   | 出生日期      | 居住地     |
| ------ | ---------- | ------ | ------------- | ---------- |
| 爱娞   | Ine        | 아이네 | 1994年        |            |
| 晶堡歌 | Jingburger | 징버거 | 1995年10月8日 | 蔚山广域市 |
| 丽尔帕 | Lilpa      | 릴파   | 1996年3月9日  | 釜山广域市 |
| 朱日日 | Jururu     | 주르르 | 1997年6月10日 | 釜山广域市 |
| 高赛固 | Gosegu     | 고세구 | 1998年        | 仁川广域市 |
| 必婵   | VIichan    | 비챤   | 2000年1月16日 | 首尔特别市 |

## 发展历程

### 2021-2022年：出道
2021年8月26日，网络主播呜哇哥在其主导的虚拟偶像选秀节目中，最终选出六名成员——爱娞、晶堡歌、丽尔帕、朱日日、高赛固与必婵，异世界女团自此正式成团。同年12月17日，异世界女团发行首张单曲《RE : WIND》，正式出道。2022年3月11日，发行数位单曲《冬春》。
與此同時，六位成员亦以虚拟主播身份，在 Twitch 与 YouTube 平台展开个人活动。2022年3月20日，全员 YouTube 个人频道订阅数突破10万，获得YouTube白銀創作者獎成就。

### 2023年：多元发展
2023年6月22日，异世豆携手网漫巨头 KakaoPage，推出以异世界女团为主角的网络漫画《魔法少女异世界女团》，并同步发行主题曲《LOCKDOWN》。该曲上线24小时即突破百万播放量，使异世豆成为首个登上「Melon殿堂」的虚拟女子组合，并在 Melon TOP100 榜单创下最高第29位的成绩。同年7月20日，异世豆推出第二部网漫《穿越次元 异世界女团》，并于翌日发行主题曲《Another World》。
2023年8月18日，发行数位单曲《KIDDING》，MV登顶YouTube韩国TOP100热门MV榜，并在Billboard South Korea Songs周榜获得3位，Billboard Global 200 Excl U.S.周榜中排行第167位。
2023年9月23日，帕乐博娱乐于仁川松岛月光庆典公园举办首次线下音乐节《异世界音乐节》，邀请了多位人气虚拟艺人及知名现实歌手参与。其中异世界女团以 Virtual Part 艺人身份登台，现场发表新曲《OVER》与《Superhero》。
2023年12月28日，《魔法少女异世界女团》实体书众筹企划于 tumblbug 平台正式启动，历时四周，最终筹得41.99亿韩元（约2000万人民币），成为平台历史最高额项目。 

### 2024年：直播平台搬迁
直播平台 Twitch 因经营成本过高，宣布将于2024年2月27日结束在韩国的运营。呜哇哥与异世界女团随即决定转移至 AfreecaTV（现SOOP）活动，并于2月10日~11日展开首次直播。
2024年2月16日~29日，异世界女团在THE现代首尔举办快闪店活动，活动期间累计销售额达38亿韩元，创下现代百货历代快闪店最高销售纪录。
2024年9月7日，六位成员全员获得 SOOP 签约主播头衔。
2024年10月23日，《穿越次元 异世界女团》实体书众筹企划在 tumblbug 平台正式启动，为期一个月，最终筹得88.22亿韩元（约4500万rmb），再次刷新平台纪录。
2024年12月2日，异世界女团成为连锁品牌《Twozzim韩国炖鸡》的品牌代言人，并公开CM广告。

### 2025年：第二次线下音乐节
2025年3月20日，发行即将到来的线下音乐节《2025年异世界音乐节》的主题曲《SYZYGY》。 
2025年4月25日，发行单曲四辑《Misty Rainbow》。
2025年5月17日，在首尔高尺天空巨蛋参加线下音乐节《2025年异世界音乐节》周六场，并揭露新曲《MEMORY》、《Elevate》。

## 音乐作品
单曲专辑
- 2021-12-17 《RE : WIND》
- 2022-03-11 《冬春》
- 2023-08-18 《KIDDING》
- 2025-04-25 《Misty Rainbow》
- 2025-05-18 《Stargazers》
  - 《Stargazers》
  - 《ELEVATE》
  - 《MEMORY》

特别专辑
- 2023-06-22 《LOCKDOWN》 - 《魔法少女异世界女团》网漫主题曲
- 2023-07-21 《Another World》 - 《穿越次元 异世界女团》网漫主题曲
- 2023-09-24 《异世界音乐节》 - 《异世界音乐节》演唱会特别专辑
  - 《Superhero》
  - 《OVER》
- 2025-03-20 《SYZYGY》 - 《2025年异世界音乐节》主题曲

YouTube单曲
- 2022-02-15	《But You Want More》
- 2022-04-23	《ISEGYE IDOL CYPHER》

## 外部連結
- YouTube上的呜哇宇宙 WAKTAVERSE頻道
- YouTube上的呜哇宇宙 ZERO頻道